# Кантамаек
Кантама́ек (исп. Cantamayec) — посёлок в Мексике, штат Юкатан, входит в состав одноимённого муниципалитета и является его административным центром. Численность населения, по данным переписи 2010 года, составила 1695 человек.

## Общие сведения
Название Cantamayec с майяского языка можно перевести как четыре дерева-тамай с сотами.
Поселение было основано в доиспанский период, однако, первое упоминание относится только к XVII веку, когда был основан храм Святого Людовика.